# Gueórguievskoie (Krasnodar)
|  | Per a altres significats, vegeu «Gueórguievskoie (Adiguèsia)». |

Gueórguievskoie (en rus: Гео́ргиевское) és un poble del krai de Krasnodar, a Rússia. Es troba als vessants meridionals de l'extrem oest del Caucas occidental, a la vora dreta del Pxenakho, afluent del riu Tuapsé. És a 15 km al nord-est de Tuapsé i a 99 km al sud de Krasnodar.
Pertanyen a aquest poble els pobles d'Indiuk, Krivenkóvskoie, Anastàssievka i Kirpítxnoie; i els aüls de Bolxoie Pseüixko i Màloie Pseüixko.

## Història
L'stanitsa Gueórguievskaia fou fundada el 1864 com aquarterament del batalló costaner xapsug. Fou batejada amb aquest nom en referència a una icona de Sant Jordi suposadament trobada a la zona. Amb la dissolució del batalló el 1870 la vila perdé l'estatus de stanitsa i passà a ser un poble.